# 남동동로
남동동로(Namdongdong-ro)는 인천광역시 남동구 고잔동에서 남촌동까지 이어주는 인천광역시도로, 총 연장은 4.058 km이다. 또한 도로명이 유래된 것은 남동대로의 동쪽에 위치한 도로임을 반영하여 제명되었다.

## 역사
- 2009년 11월 16일 : 도로명으로 남동동로를 고시

## 주요 경유지
- 남동구
  - 고잔동 - 논현2동 - 남촌동

## 접촉하는 도로
- 논곡로
- 함박뫼로
- 은봉로
- 은청로
- 청능대로
- 앵고개로
- 능허대로
- 아암대로

## 주요 건물 및 시설
- 삼화스텐기업 (남동동로 45/고잔동 717-2)
- 알맥스 (남동동로 47/고잔동 717-1)
- 미래테크윈 (남동동로 71/고잔동 718-6)
- 영광정밀 (남동동로 79/고잔동 719-11)
- 명가 (남동동로 83/고잔동 719-9)
- 한국산업단지공단 남동지식산업센터 (남동동로 84/고잔동 722)
- 극동화스너 (남동동로 89/고잔동 719-7)
- 티비알 (남동동로 91/고잔동 719-6)
- 남동공단 6호공원 관리사무소 (남동동로 96/고잔동 721-1)
- 경인산업 (남동동로 99/고잔동 720-7)
- 삼진특수금속 (남동동로 135/고잔동 668-5)
- 한국자동기술산업 (남동동로 155/고잔동 670-7)
- 삼화제작소 (남동동로 159/고잔동 670-6)
- 장원산업 (남동동로 160/고잔동 663-1)
- 현대밸브 (남동동로 183/고잔동 643-8)
- 성주엠아이 (남동동로 188/고잔동 645-13)
- 우양상사 (남동동로 189/고잔동 643-7)
- 대한기연 (남동동로 192/고잔동 645-14)
- 대일푸리기계㈜ 공장 (남동동로 201/고잔동 642-9)
- 롬퍼니처 (남동동로 241/논현동 442-2)
- 케이에스펄 (남동동로 249/논현동 440-4)
- 진명프리텍 (남동동로 259/논현동 440-1)
- 경남캐미칼 (남동동로 273/논현동 439-4)
- 세일전자 (남동동로 281/논현동 436-8)
- 동신로엔지니어링 (남동동로 287/논현동 436-11)
- 나투젠 (남동동로 289/논현동 436-7)
- 갯골 근린공원 (남동동로 378/논현동 553-1)
- 금강브레이징 (남동동로 389/남촌동 610-2)
- 영남엔지니어링 (남동동로 393/남촌동 610-12)

## 같이 보기
- 남동서로
- 남동대로